# Licigena sertula
Licigena sertula är en fjärilsart som beskrevs av Diakonoff 1982. Licigena sertula ingår i släktet Licigena och familjen vecklare. Inga underarter finns listade i Catalogue of Life.